# Joshua Millner
Joshua Kearney Millner (Dublín, Irlanda, 5 de juliol de 1847 - Dublín, 16 de novembre de 1910) va ser un tirador irlandès que va competir a finals del segle xix i primers del segle xx.
Aficionat al tir a partir de 1871, el 1908 va prendre part en els Jocs Olímpics de Londres, on disputà tres proves del programa de tir. En la prova de rifle militar, 1000 iardes guanyà la medalla d'or, mentre en tir al cérvol, tret simple i tir al cérvol, doble tret fou novè i quinzè respectivament.
Amb 61 anys continua sent l'esportista britànic més gran en guanyar una medalla d'or en uns Jocs Olímpics.